# إيولاليا إلياس
إيولاليا إلياس (بالإنجليزية: Eulalia Elias)‏ هي مربية ماشية أمريكية، ولدت في 12 فبراير 1788، وتوفيت في 6 أغسطس 1865.